# 시티 보이즈
"시티 보이즈"(藍江傳之反飛組風雲, Arrest The Restless)는 홍콩에서 제작된 유국창 감독의 1992년 액션 영화이다. 장국영 등이 주연으로 출연하였고 향화강 등이 제작에 참여하였다.

## 출연

### 주연
- 장국영
- 주혜민
- 향화강

### 조연
- 진패
- 호세 페레
- 여응취
- 임경강
- 두덕위
- 엽덕한
- 오국경
- 프룻 첸
- 나요웅